# Tinaegeria
Tinaegeria is een geslacht van vlinders van de familie Stathmopodidae.

## Soorten
- T. fasciata Walker, 1856
- T. nephelozyga STATHMOPODA, 1930
- T. ochracea Walker, 1856